# Judith Fuchs
Judith Fuchs (* 23. Januar 1990 in Leipzig) ist eine deutsche Schachspielerin.

## Schach

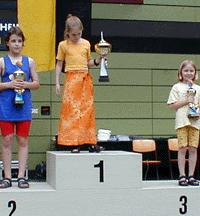
Siegerehrung der U10 in Überlingen 2000

Das Schachspiel erlernte Judith Fuchs im Alter von fünf Jahren von ihrem Vater. Ihr Abitur bestand sie mit 1,4 auf der Friedrich-Arnold-Brockhaus-Schule in Leipzig. Sie leitete in ihrer Freizeit eine Arbeitsgemeinschaft Schach. Sie hatte verschiedene Trainer, wie Lothar Vogt, Gottfried Braun und David Lobshanidze.
Von 1999 bis 2007 hat Judith Fuchs an allen deutschen Jugendeinzelmeisterschaften teilgenommen, sie gewann diese 2000 in der Altersklasse U10 weiblich, 2006 in der Altersklasse U16 weiblich und 2007 in der Altersklasse U18 weiblich. Sie wurde mehrfach für Jugendeuropameisterschaften und Jugendweltmeisterschaften nominiert.
Seit 2009 ist Judith Fuchs Internationale Meisterin (WIM). Die erforderlichen Normen erreichte sie bei der Schacholympiade 2008 der Frauen in Dresden sowie in der Frauenbundesliga 2008/09. Im Oktober 2017 wurde Fuchs zur Großmeisterin der Frauen ernannt. Die erforderlichen Normen erfüllte sie in den Saisons 2014/15 und 2015/16 der deutschen Frauenbundesliga sowie im Juli 2017 beim IM-Turnier des VMCG-Schachfestivals in Lüneburg.

### Nationalmannschaft
Judith Fuchs vertrat Deutschland bei den Schacholympiaden der Frauen 2008 (in der zweiten Mannschaft) in Dresden (4½ aus 9), 2010 in Chanty-Mansijsk (6½ aus 9) und 2016 in Baku (5½ aus 9).
Außerdem nahm sie viermal am Mitropapokal der Frauen teil.

### Vereine
Judith Fuchs spielte von 1998 bis 2007 für den SV Lok Leipzig-Mitte, zuletzt in der Oberliga Ost und in der 2. Frauenbundesliga. Von 2007 bis 2011 spielte sie beim SC Leipzig-Gohlis in der Oberliga Ost (zeitweise auch in der 2. Bundesliga) sowie der 1. Frauenbundesliga. Seit 2011 spielt Fuchs für den Hamburger SK in der 2. Bundesliga und der 1. Frauenbundesliga. In der österreichischen Frauenbundesliga spielt sie seit der Saison 2015/16 für die Spielgemeinschaft Mayrhofen/SK Zell/Zillertal, mit der sie 2018 den Titel gewann, in der französischen Top 12 der Frauen spielte Fuchs 2016 für C.E. de Bois-Colombes und 2017 für Echiquier Centre Vaucluse.